# Ziółkowo folwark
Ziółkowo folwark – zamknięty w 1965 roku i zlikwidowany w 1972 roku kolejowy przystanek osobowy na linii kolejowej Domachowo – Karzec w Ziółkowie, w województwie wielkopolskim, w Polsce. Został zbudowany w 1903 roku.